# Louis Schmeisser
Louis Schmeisser ( * Zöllnitz, Turingia, 5 de febrero de 1848- 23 de marzo de 1917) fue uno de los diseñadores técnicos de armas más conocidos de Europa. Está asociado al desarrollo y producción de ametralladoras Bergmann usadas durante la Primera Guerra Mundial. Louis Schmeisser fue asimismo padre de Hugo Schmeisser (1884-1953), también famoso diseñador de armas para infantería.
- Datos: Q76424